# تيري لارتي سانييز
تيري لارتي سانيز هو لاعب كرة قدم هولندي يلعب كمدافع مع نادي إن إي سي نيميخن.